# リトルフット はっぱ食い虫で大災難
『リトルフット はっぱ食い虫で大災難』（リトルフットはっぱくいむしでだいさいなん、原題：The Land Before Time V: The Mysterious Island）は、1997年にアメリカで製作されたアニメ映画である。監督はチャールズ・グローブナー。リトルフットシリーズ第5作。オリジナルビデオとしてリリース。
日本では、1998年3月21日にリリース。元々はビデオに、名前、『リトルフット5』の下でリリースされた。またこのビデオには、字幕版が収録されるのは本作が最後となった。

## キャスト
| 役名                     | キャスト                                       | 日本語吹替           |
| ------------------------ | ---------------------------------------------- | -------------------- |
| リトルフット             | ブランドン・ラクロワ トーマス・デッカー （歌） | 高山みなみ           |
| セラ                     | アンディ・マカフィー                           | 松本梨香             |
| ダッキー                 | アリ・アカーゾン                               | こおろぎさとみ       |
| ピートリー               | ジェフ・ベネット                               | 三ツ矢雄二           |
| ミスター・クラブテール   | ジェフ・ベネット                               |                      |
| スパイク                 | ロブ・ポールセン                               |                      |
| チャンパー               | キャノン・ヤング                               | 大谷育江             |
| リトルフットのおじいさん | ケネス・マーズ                                 | 内田稔               |
| リトルフットのおばあさん | ミリアム・フリン                               | 翠準子               |
| ダッキーとスパイクのママ | トレス・マクニール                             | 高乃麗               |
| ピートリーのママ         | トレス・マクニール                             |                      |
| エルシー                 | クリスティーナ・ピクルス                       |                      |
| ナレーター               | ジョン・イングル                               | 渡部猛               |
| セラのパパ               | ジョン・イングル                               | 宝亀克寿             |
| チャンパーのママ         | フランク・ウェルカー                           | フランク・ウェルカー |
| チャンパーのパパ         | フランク・ウェルカー                           | フランク・ウェルカー |
| 肉食恐竜                 | フランク・ウェルカー                           | フランク・ウェルカー |